# École supérieure de chimie organique et minérale
Die École supérieure de chimie organique et minérale (ESCOM) ist eine französische Ingenieurhochschule in Compiègne in privater Trägerschaft.

## Studium
Die Studierenden schließen mit einem Master-Abschluss in Chemieingenieurwesen mit Schwerpunkt auf dem Studium der organischen und der anorganischen Chemie ab. Arbeitserfahrung auf diesem Gebiet, erworben durch Praktika in Unternehmen oder Forschungsumgebungen, wird von den Studenten während ihres gesamten Studienverlaufs verlangt.

## Geschichte
Die Hochschule wurde 1957 gegründet. Im September 1991 zog ESCOM von Paris nach Cergy-Pontoise und im September 2008 erneut nach Compiègne um.